# Kina i olympiska vinterspelen 2010

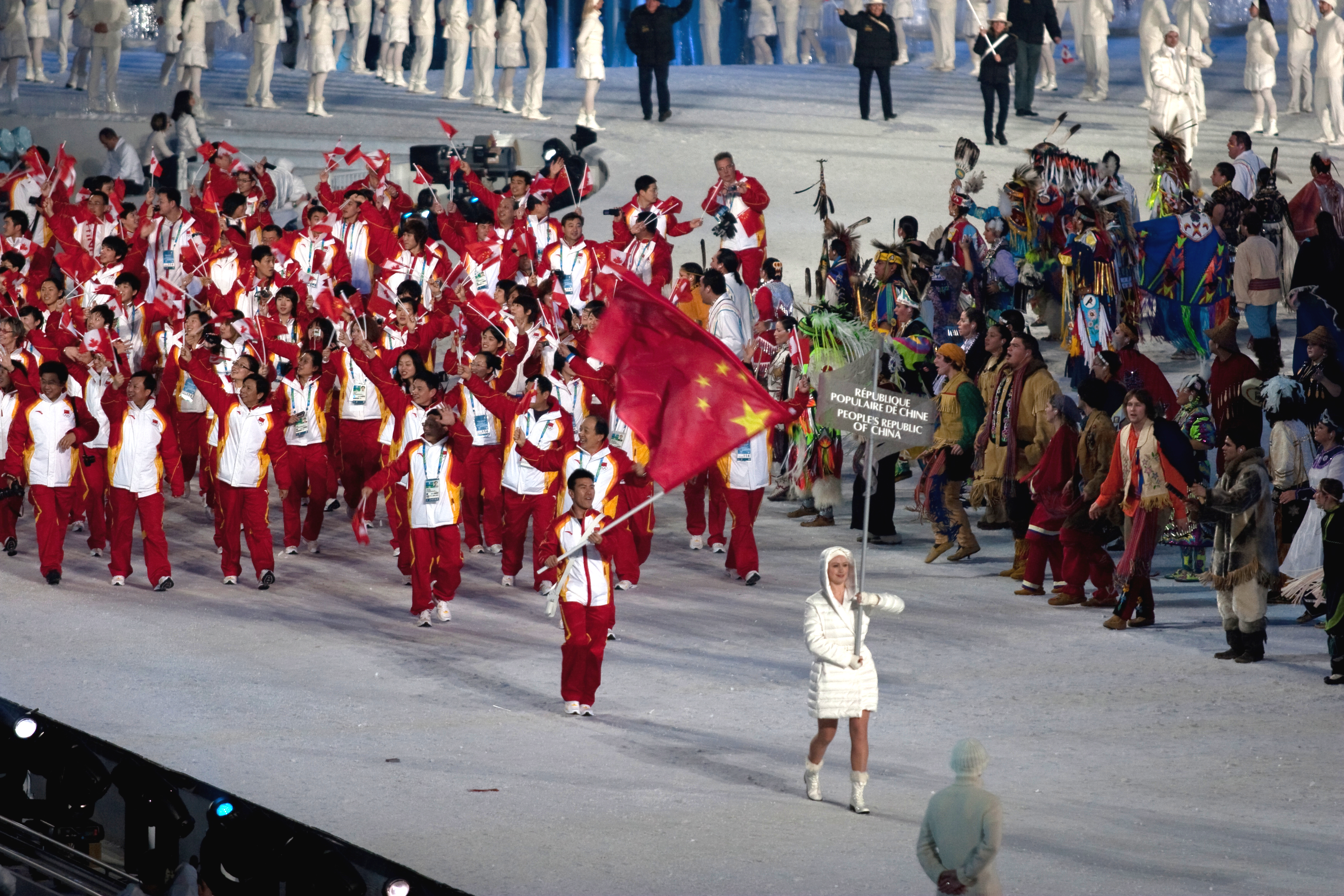
Kinas delegation under öppningsceremonin.

Kina deltog med 94 tävlande vid de Olympiska vinterspelen 2010. Av dessa bar freestyle-skidåkaren Han Xiaopeng Kinas flagga vid invigningsceremonin.

## Medaljer

### Guld
- Konståkning
  - Par: Shen Xue och Zhao Hongbo
- Short track
  - 500 m damer: Meng Wang
  - 1 500 m damer: Zhou Yang
  - 3 000 m stafett damer: Sun Linlin, Meng Wang, Zhang Hui, Zhou Yang
  - 1 000 m damer: Meng Wang

### Silver
- Konståkning
  - Par: Pang Qing och Tong Jian

### Brons
- Hastighetsåkning på skridskor
  - 500 m damer: Wang Beixing